# Ана Кокић
Ана Кокић (Београд, 11. март 1983) српска је певачица.

## Биографија
Завршила је средњу геолошку и хидрометеоролошку школу „Милутин Миланковић“ у Београду. Била је чланица музичке групе „Енергија“, са којом је снимила три плоче. Учествовала је на фестивалима „Сунчане скале“ у Херцег Новом 2004. и Гранд фестивалу 2006. године. За сада је издала три албума за Гранд продукцију, а последњи је албум под именом Психо. Њени највећи хитови су: Мојне мала, Чујем да, Свеједно, Одједном, Интерфон, Идемо на све, Ако љубав нестане. Снимила је и дуетске нумере: Ако љубав нестане (Саша Капор) и Резервно решење (Близанци).
Била је удата за ватерполисту Николу Рађена и мајка је две кћерке, Нине и Теe.
Победница је првог серијала шоу програма Твоје лице звучи познато.
Од 2017. године дизајнира обућу за марку Клаудија Донатели.

## Дискографија

### Албуми са музичком групом Енергија
- У песку времена (1999), синглови: Сузе, Признајем, 7 дана
- 5 (2000), синглови: Варам те лажем те, Девојке понос имају, То што те волим
- Корак по корак (2002), синглови: 4 дана, Корак по корак, Пустите ме

### Соло албуми
- Мојне мала (2006)
- Шта ће мени име (2007)
- Психо (2011)

### Дуети и сарадње
- Резервно решење (2007) са Близанци
- Ако љубав нестане (2011) са Саша Капор
- Идемо на све (2011) са Кости Форца
- Ја нисам прва ни последња (2011) обрада песме Снеки Бабић
- Штета (2015) са Трибал бенд
- Нови дан (2017) са Пеђа Јовановић
- Кармин (2018) са Римски (репер) и Корона (репер)
- Лололо (2021) са Махрина

#### Видео спотова
| Видео-спот                | Година | Режисер              |
| ------------------------- | ------ | -------------------- |
| Резервно решење           | 2007   | —                    |
| Сигурно                   | 2007   | —                    |
| Идемо на све              | 2011   | Дејан Милићевић      |
| Психо                     | 2011   | Дејан Милићевић      |
| Љубав на папиру           | 2014   | Љубомир Доронтић     |
| Жуто лишће                | 2015   | Марко Сопић          |
| Штета                     | 2015   | Visual Infinity      |
| Погрешна љубав            | 2016   | Inspiring Production |
| Damelo                    | 2016   | daVideo              |
| Нови дан                  | 2017   | daVideo              |
| Не квари ми нерасположење | 2017   | daVideo              |
| Има ли он                 | 2018   | daVideo              |
| Кармин                    | 2018   | Андреј Илић          |
| Она права ја              | 2019   | Борис Зец            |
| Лололо                    | 2021   | Реби                 |
| Слатке лажи               | 2022   | Реби,Дана Барбара    |
| Митрогол                  | 2022   | negujmosrbski        |
| Сродне душе               | 2023   | Marija Đondović      |
| Падам                     | 2023   | Marija Đondović      |
| Сакриј ме                 | 2023   | Маја Кокић           |
| Безимена                  | 2024   | Pryme                |
| Ко то мени                | 2024   | Pryme                |
| Ана Ана                   | 2024   | Pryme                |
| Остави ми                 | 2025   | Ведад Јашаревић      |